# Piper PA-42 Cheyenne

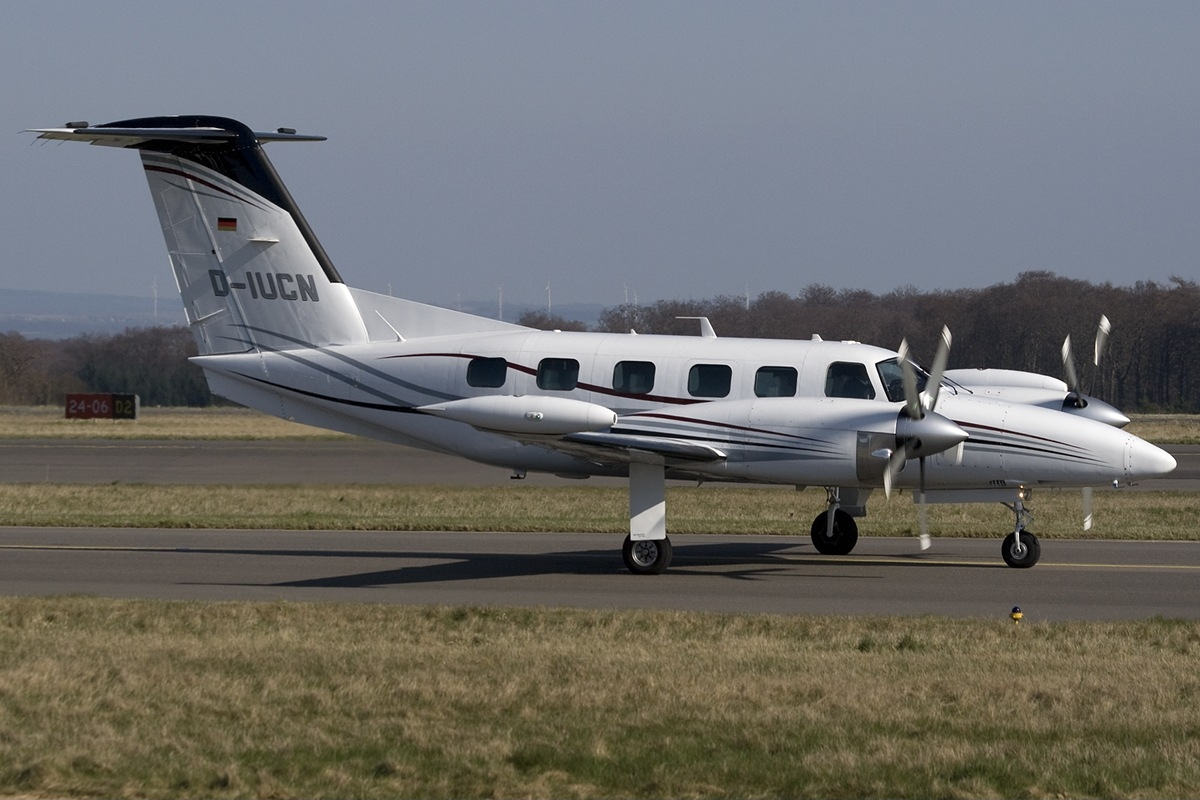
Piper PA-42-1000 Cheyenne 400LS

De  Piper PA-42 Cheyenne  was een Amerikaans tweemotorig turboprop passagiersvliegtuig, ontwikkeld en geproduceerd door Piper Aircraft. Het toestel was uitgerust met een drukcabine met zes tot negen zitplaatsen voor passagiers en twee voor bemanningsleden. Het toestel maakte zijn eerste vlucht in 1967. Er zijn totaal 384 stuks gebouwd. De productie kwam in 1993 ten einde.

## Ontwerp en historie
De PA-42 Cheyenne III kwam voort uit de kleinere Cheyenne PA-31T, de romp was 1 meter langer, de motoren krachtiger en het toestel was voorzien van een T-staart.
Eind jaren 1970 zag vliegtuigfabriek Piper af van de ontwikkeling van een lichte zakenjet, maar besloot in plaats daarvan de Cheyenne III op te waarderen naar de PA-42-1000 Cheyenne IV, later aangeduid als Cheyenne 400LS en vervolgens als Cheyenne 400. De 400 was uitgerust met twee Honeywell TPE331-14s 1000 pk turboprops, waarmee ze een kruissnelheid van 650 km/u kon bereiken. Tevens was de drukcabine verbeterd waardoor het vliegplafond kon worden verhoogd naar 12.500 meter.
Op langere trajecten was de Cheyenne 400 soms sneller dan een Cessna Citation I, terwijl het brandstofverbruik een derde lager lag. Vergeleken met een King Air 200 vloog de Cheyenne 400 met acht passagiers bijna 100 km/u sneller en was het vliegbereik groter. 
Uiteindelijk zijn er tussen 1984 en 1991 44 exemplaren van de Cheyenne 400 gebouwd.

## Varianten
- Cheyenne III, model PA-42, voorzien van Pratt & Whitney Canada PT6-41-motoren.
- Cheyenne IIIA, model PA-42-720, voorzien van PT6A-61-motoren.
- Cheyenne IV, model PA-42-1000, later aangeduid als Cheyenne 400LS, en vervolgens als Cheyenne 400. Dit is het grootste vliegtuig ooit gebouwd door Piper Aircraft, waarvan er 43 zijn gebouwd. Voorzien van twee 1000 pk Garrett turboprop motoren en vierbladige propellers.
- Customs High Endurance Tracker (CHET), speciale verkenningsversie van de Cheyenne III voor de Amerikaanse douane. Voorzien van AN/APG-radar en FLIR-warmtebeeldcamera. 9 stuks van gebouwd.

## Vergelijkbare vliegtuigen
- Beechcraft King Air serie
- Cessna 441